# Zinnoberroter Merkur
Der Zinnoberrote Merkur ist die, auf die Auflage bezogen, seltenste Briefmarke Europas und die mit Abstand wertvollste Briefmarke Österreichs.
Der Zinnoberrote Merkur verdankt seinen Namen seiner charakteristischen Farbe und dem Bildmotiv, das Mercurius, den Götterboten der römischen Mythologie im Quadrat, von der Inschrift „K. K. Post – Zeitungsstämpel“ umrahmt, zeigt. Der Entwurf stammt vom Österreicher Josef Axmann. Bei dieser philatelistischen Rarität handelt es sich nicht um eine gewöhnliche Freimarke, sondern um eine Zeitungsmarke, die zur Bezahlung des verbilligten Versandes von Zeitungen diente. Die Zeitungsmarke wurde geschnitten, das heißt unperforiert, ausgegeben.

## Allgemeines
Die Marken wurden zwischen 1851 und 1921 mit dem Motiv des Merkurkopfes in Verbindung mit der Farbangabe (blauer, gelber, rosa Merkur) herausgegeben. Die sehr seltenen Ausgaben sind fast nie gut erhalten und wurden zwischen 1851 und 1856 herausgegeben. Die österreichischen Merkurmarken trugen bis 1880 keine Wertangabe, der Frankaturwert war nur an der Farbe der Marke erkennbar, eine so genannte „Farb-Wertbezeichnung“. Die Merkurmarken wurden nur in ganzen Bogen an Zeitungsversender verkauft, wobei zwecks Aufbrauch der Frankaturwert des gelben und des rosa Merkurs später herabgesetzt wurden. Die Postgebühr betrug damals 0,6 Kreuzer für eine Zeitung, 6 Kreuzer für 10 Zeitungen, 30 Kreuzer für 50 Zeitungen. Die Marken waren bis zum Aufbrauch, längstens jedoch bis 31. Mai 1864 bzw. für die zinnoberrote Merkur 31. Dezember 1858, gültig. Es sind zahlreiche Fälschungen und Neudrucke bekannt.
|                      | 0,6 Kreuzer                  | 6 Kreuzer        | 30 Kreuzer         |
| -------------------- | ---------------------------- | ---------------- | ------------------ |
| blauer Merkur        | September 1850 bis Aufbrauch | –                | –                  |
| gelber Merkur        | ab März 1856 (Wien)          | November 1850/56 | –                  |
| rosa Merkur          | ab Ende 1852 (Wien)          | –                | November 1850/1852 |
| zinnoberroter Merkur | –                            | –                | Mitte 1856/1858    |

## Entstehung

### Die erste Zeitungsmarkenausgabe Österreichs
Am 1. Jänner 1851 erschien die erste Zeitungsmarkenserie des Kaiserreiches Österreich, die gleichzeitig auch die erste Zeitungsmarkenserie der Welt war. Zeitungen konnten damals in Österreich nicht mit gewöhnlichen Freimarken frankiert werden, da sie eine besondere Begünstigung beim Porto erhielten. Diese Serie war eigentlich schon für den 1. Juni 1850, den Tag der Einführung der ersten österreichischen Freimarke, der sogenannten Wappenausgabe, vorgesehen; die Ausgabe verzögerte sich jedoch. Die ersten Zeitungsmarken Österreichs bestanden im Jahre 1851 ursprünglich aus drei Werten, die allesamt das Bildnis Merkurs zierte. Die „Merkure“, wie sie oft genannt werden, sind ohne Wertangabe versehen. Dadurch konnte man sie sowohl in Österreich als auch in dem von Österreich abhängigen Königreich Lombardo-Venetien, das die italienische Silberwährung besaß, verwenden. Der einzige Unterschied bei den Merkuren bestand somit in der Farbe.
Der Blaue Merkur war für den Versand von einer Zeitung vorgesehen. Dies entsprach 0,60 Kreuzer bzw. 3 Centesimi. Der Gelbe Merkur diente zum Versand von zehn Zeitungen (6 Kreuzer bzw. 30 Centesimi). Der Rosa Merkur wurde zum Versand von 50 Zeitungen (30 Kreuzer bzw. 1,5 Lire) verwendet.

### Misserfolge des Rosa und Gelben Merkurs
Es zeigte sich jedoch bald, dass der Rosa Merkur für den Versand von 50 Zeitungen kaum gebraucht wurde, da ein Versand von 50 Zeitungen oder mehr an eine Adresse nur sehr selten stattfand. Man entschloss sich deshalb, die Ausgabe des Rosa Merkurs einzustellen und diese Zeitungsmarke ab dem Oktober 1852 als gewöhnlichen Blauen Merkur zu verkaufen. Dies bedeutet, dass der Wert eines Rosa Merkurs ab sofort dem eines Blauen entsprach. Die gebrauchten Werte des Rosa Merkurs sind meistens solche „Aufbrauchswerte“.
Beim Gelben Merkur tauchten ebenfalls nach seiner Ausgabe mehrere Probleme auf. Die Markenfarbe gelb erwies sich nämlich als äußert ungünstig gewählt. Das Markenbild war meist nur schlecht erkennbar. Außerdem war das Umfärben von minderwertigen Blauen Merkuren in einen Gelben Merkur durch chemische Mittel leicht möglich.

### Die Einführung und rasche Abschaffung des Zinnoberroten Merkurs
Im Jahre 1856 entschloss man sich schließlich zu einer Änderung der Farbe des Gelben Merkurs. Dies war die Geburtsstunde des Zinnoberroten Merkurs. Die verbleibenden Restbestände des Gelben Merkurs wurden ab März 1856, wie der Rosa Merkur, als Blauer Merkur für die Freimachung einer Zeitung aufgebraucht.
Den Zinnoberroten Merkur ereilte jedoch das gleiche Schicksal wie den Rosa Merkur. Auf Grund mangelnder Nachfrage wurde diese Zeitungsmarke bereits am 31. Dezember 1858 für ungültig erklärt. Ein Aufbrauch fand, auf Grund der dieses Mal sehr niedrigen Auflage, nicht statt. Die Auflage betrug nämlich nur 120.000 Stück. Die Auflage des Blauen Merkurs betrug zum Vergleich 136.000.000 Stück.

## Der Wert des Zinnoberroten Merkurs

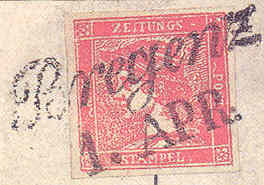
Friedl-Fälschung des Zinnoberroten Merkurs

Die hohen Katalogwerte eines Zinnoberroten Merkurs von bis zu 150.000 Euro setzen sich aus verschiedenen Faktoren zusammen. Die geringe Auflage, die extrem niedrige Nachfrage sowie die kurze Verwendungszeit zählen natürlich dazu. Hinzu kommt außerdem noch, dass sich Zeitungsmarken zur damaligen Zeit vor allem auf der Verpackung (Umhüllung) der Zeitungen befanden. Diese wurde so gut wie immer weggeworfen.
Am 7. Mai 2007 wurde im Schweizer Auktionshaus Rapp ein zinnoberroter Merkur mit Originalgummi um CHF 80.000 plus Aufgeld versteigert (Los Nr. 1238).
Zwei Tage später wurden bei der gleichen auf vier Tage angelegten Auktion zwei zinnoberroter Merkur zusammen für 232.000 CHF versteigert.
Am 28. September 2007 wurde im Wiener Auktionshaus Öphila ein zinnoberroter Merkur ohne Gummi um EUR 60.000 verkauft (Los Nr. 380), dieses Stück stammt aus der Sammlung Ferrary und wurde im November 1923 bei der 8. Ferrary-Auktion in Paris unter der Nr. 98 um 18.000 französische Francs verkauft.
Am 19. September 2008 wurde ein Zinnoberroter Merkur im Wiener Dorotheum um 26.900 Euro versteigert, der Rufpreis lag bei 22.000 Euro.
Am 2. März 2010 wurde beim Schweizer Auktionshaus Corinphila ein gebrauchter zinnoberroter Merkur mit fehlender linker oberer Ecke um CHF 34.000 verkauft, dieses Stück stammt aus der Sammlung Ferrary und wurde im November 1923 in Paris bei der 8. Ferrary-Auktion unter der Nr. 101 um 8.800 französische Francs verkauft.
Am 18. November 2011 wurde ein gestempelter Zinnoberroter Merkur mit Stempel aus Prag im Auktionshaus Schwanke in Hamburg um 84.200 Euro versteigert.
Am 5. November 2015 wurde ein ungebrauchter Zinnoberroter Merkur mit vollem Originalgummi im Auktionshaus Felzmann in Düsseldorf für 40.000 Euro plus Aufgeld versteigert.
Durch den hohen Wert des Zinnoberroten Merkurs wurde er Opfer zahlreicher Fälschungen. Vor allem der österreichische Briefmarkenhändler Sigmund Friedl sowie der Meisterfälscher Jean de Sperati nahmen sich der Fälschung dieser Zeitungsmarke an.